# Spider-Man (serie animata 2017)
Spider-Man e, dalla terza stagione, nota come Spider-Man: Maximum Venom, è una serie d'animazione del 2017, creata da Kevin Shinick e basata sull'omonimo personaggio della Marvel Comics.
Ideata per sostituire la precedente serie Ultimate Spider-man (2012-2017), in concomitanza con l'uscita nello stesso anno del film Spider-Man: Homecoming (prodotto dai Marvel Studios e facente parte dell'MCU).
La serie, debuttata il 19 agosto 2017 su Disney XD, si compone di tre stagioni, più una serie di cortometraggi spin-off dal titolo: "Le origini", che esplorano il primo approccio di Peter con i suoi nuovi superpoteri.

## Trama
Peter Parker, in seguito alla morte dello zio Ben, decide di diventare il supereroe Spider-Man a fin di bene, sfruttando i nuovi poteri ottenuti dal morso di un ragno radioattivo; egli fa di tutto per tenere nascosta la sua identità, gestire la sua vita sociale a scuola e coltivare l'amicizia con Harry Orsborn.

## Episodi
| Stagione         | Episodi      | Prima TV  |
| ---------------- | ------------ | --------- |
| Prima stagione   | 25 + 6 corti | 2017-2018 |
| Seconda stagione | 26           | 2018-2019 |
| Terza stagione   | 12           | 2020      |

## Personaggi

### Protagonisti
- Peter Parker / Spider-Man: un adolescente e il protagonista della serie. Dopo essere stato morso da un ragno geneticamente modificato durante una gita alla Oscorp, Peter cerca di bilanciare la sua vita da supereroe con quella da studente della Horizon High e da fotografo freelance al Daily Bugle. È doppiato in originale da Robbie Daymond e in italiano da Alex Polidori.
- Harry Osborn / Hobgoblin: il migliore amico di Peter e uno studente della Osborn Academy, che diventa Hobgoblin dopo aver ricevuto la tecnologia Hobgoblin da suo padre Norman Osborn. È doppiato in originale da Max Mittelman e in italiano da Niccolò Guidi.
- Miles Morales / Ultimate Spider-Man: uno dei compagni di classe di Peter e suo amico, e partner di Spider-Man. Dopo essere stato morso dal ragno Electrolis Arachnatis, viene aiutato da Spider-Man ad usare i suoi poteri. È doppiato in originale da Nadji Jeter e in italiano da Federico Bebi.
- Gwen Stacy / Ghost-Spider: una dei compagni di classe di Peter e sua amica. È doppiata in originale da Laura Bailey e in italiano da Francesca Tardio.
- May Parker: la zia di Peter e l'unica parente che gli rimane. È doppiata in originale da Nancy Linari e in italiano da Claudia Razzi.
- Ben Parker: lo zio di Peter, che ha cresciuto il nipote come un figlio fino alla sua tragica morte. È doppiato in originale da Patton Oswalt e in italiano da Pierluigi Astore.
- J. Jonah Jameson: caporedattore del Daily Bugle e un giornalista brontolone ma di buon cuore. È doppiato in originale da Maurice LaMarche e in italiano da Massimo Corvo.
- Anya Corazon / Spider-Girl: una dei compagni di classe di Peter e sua amica, e la migliore amica di Gwen. Anya acquisisce abilità di ragno quando la maggior parte dei cittadini di New York è stata esposta alle sostanze chimiche dello Sciacallo. È doppiata in originale da Melanie Minichino e in italiano da Agnese Marteddu.
- Max Modell: il preside della Horizon High che è il bersaglio delle vendette personali di vari antagonisti. Max riesce a scoprire la vera identità di Spider-Man. È doppiato in originale da Fred Tatasciore e in italiano da Alessandro Messina.

### Antagonisti
- Otto Octavius / Dottor Octopus: uno scienziato prodigio che si è diplomato presto e un insegnante alla Horizon High. È doppiato in originale da Scott Menville e in italiano da Gabriele Patriarca.
- Norman Osborn / Dark Goblin: il padre di Harry, direttore della Oscorp e nemesi di Spider-Man. È doppiato in originale da Josh Keaton e in italiano da Massimo De Ambrosis.
- Felicia Hardy / Gatta Nera: una giovane, bella e scaltra ragazza che veste i panni della Gatta Nera. È doppiata in originale da Grey Griffin e in italiano da Eleonora Reti.
- Raymond Warren / Sciacallo: un criminale con la pelliccia verde, specializzato nell'ibridazione, e lo zio materno di Gwen. Oltre ad essere il creatore dei ragni che hanno dato i poteri a Spider-Man, era un ex membro dello staff dell'Empire State University che fu licenziato per i suoi esperimenti genetici. È doppiato in originale da John DiMaggio e in italiano da Gerolamo Alchieri.
- Adrian Toomes / Avvoltoio: uno dei nemici di Spider-Man, capace di volare grazie alla sua attrezzatura ad alta tecnologia. È doppiato in originale da Alastair Duncan e in italiano da Francesco Sechi.
- Dr. Curt Connors / Lizard: uno scienziato della Oscorp con un braccio cibernetico e il preside temporaneo della Horizon High che può trasformarsi in una lucertola umanoide, avendo acquisito i poteri con una formula basata sulle lucertole. È doppiato in originale da Yuri Lowenthal.
- Venom / V-252: un simbionte originariamente creato dalle Sorelle Simbionti. Nel corso dei secoli, Venom si è diffuso in migliaia di pianeti, infettando qualsiasi specie incontrava, per arrivare alla fine sulla Terra. Nel corso della serie usa vari personaggi come ospiti, tra cui lo stesso Spider-Man, Flash Thompson, Eddie Brock e Max Modell. È doppiato da vari doppiatori a seconda dell'ospite a cui è legato.
- Spancer Smythe / Ammazzaragni: un professore della Midtown High che controlla diversi robot col compito di catturare Spider-Man.
- Aleksei Sytsevich / Rhino: uno studente della Horizon High che viene costantemente trasformato in un rinoceronte umanoide dallo Sciacallo. È doppiato in originale da Matthew Mercer.
- Mac Gargan / Scorpione: un cattivo travestito da scorpione. È doppiato in originale da Jason Spisak.
- Francine Frye / Electro: una supercriminale adolescente afroamericana con abilità elettriche. È doppiata in originale da Daisy Lightfoot.